# Яценковский, Владимир Владимирович
Владимир Владимирович Яценковский (укр. Володимир Володимирович Яценківський; род. 23 ноября 1962, Киев) — украинский дипломат. Чрезвычайный и Полномочный Посол Украины в Литовской Республике с 31 октября 2015 по 6 октября 2021 года. Чрезвычайный и Полномочный Посланник первого класса.

## Биография
Родился 23 ноября 1962 года в Киеве.
В 1984 году окончил Киевский государственный университет имени Т. Г. Шевченко (филолог, преподаватель русского языка и литературы, русского языка как иностранного).
В 1984—1990 годах — преподаватель кафедры русского языка для иностранных студентов Киевского политехнического института.
В 1990—1992 годах — заместитель декана по работе с иностранными студентами Киевского политехнического института.
В 1992—1996 годах — второй, первый секретарь Посольства Украины в Республике Польша.
В 1996—1997 годах — заведующий пресс-центром, и. о. начальника Управления информации МИД Украины, представитель МИД Украины.
В 1997—1998 годах — заместитель начальника Управления контроля над вооружением и разоружения МИД Украины.
В 1998—2001 годах — советник Посольства Украины в Итальянской Республике.
В 2001—2003 годах — советник-посланник Посольства Украины в США, Временный поверенный в делах Украины в США.
В 2003—2005 годах — начальник Второго территориального управления Департамента двустороннего сотрудничества МИД Украины.
В 2005—2006 годах — заместитель директора Второго территориального департамента МИД Украины.
В 2006—2010 годах — Генеральный консул Украины в Милане.
В 2010—2014 годах — директор Департамента связей с зарубежными украинцами и культурно-гуманитарного сотрудничества МИД Украины.
В 2014 году — начальник Управления культурно-гуманитарного сотрудничества МИД Украины.
В 2014—2015 годах — Посол по особым поручениям МИД Украины.
С 31 октября 2015 по 6 октября 2021 года — Чрезвычайный и Полномочный Посол Украины в Литовской Республике.
Владеет английским, польским, итальянским, французским, русским языками.
Женат.

## Дипломатический ранг
- Чрезвычайный и Полномочный Посланник 2-го класса (август 2002), 1-го класса (январь 2007).
- Чрезвычайный и Полномочный Посол (23 августа 2020)[4].